# Kanton Alès-Ouest
Kanton Alès-Ouest (francouzsky Canton d'Alès-Ouest) je francouzský kanton v departementu Gard v regionu Languedoc-Roussillon. Tvoří ho šest obcí.

## Obce kantonu
- Alès (západní část)
- Cendras
- Saint-Christol-lès-Alès
- Saint-Jean-du-Pin
- Saint-Paul-la-Coste
- Soustelle